# For Whom the Bell Tolls (canción de Metallica)
«For Whom the Bell Tolls» (en castellano: «Por quién doblan las campanas») es la tercera canción del segundo álbum de estudio de Metallica, titulado Ride the Lightning, que fue editada como sencillo en el año 1984.

## Composición
La introducción de la canción fue realizada con 3 pistas del bajo eléctrico de Cliff Burton, 2 de ellas con distorsión y wah-wah, por lo que parece una guitarra, además, para el sonido de la campana se utilizó un yunque. Esta introducción fue escrita por Burton antes de unirse a Metallica. 
La canción se inspiró en la novela de Ernest Hemingway  de 1940 del mismo nombre (en castellano: Por quien doblan las campanas) sobre la muerte en la guerra moderna y la sangrienta guerra civil española. Se hacen alusiones específicas a la escena descrita en el capítulo 27 del libro, en la que cinco soldados son aniquilados durante un ataque aéreo después de tomar una posición defensiva en una colina.

## Versiones
Fue versionada por la propia banda en el disco grabado junto con la orquesta de San Francisco en 1999, y que salió al mercado bajo el título de S&M. En las versiones en directo de la canción, esta suele comenzar con un solo de bajo en memoria del músico fallecido Cliff Burton.
Entre los artistas que han versionado la canción desde su edición se encuentran Apocalyptica, Moonsorrow, Sabaton, DJ Spooky, Sum 41, Bloodhound Gang, Sunn O, Goldfinger y Eric Bloom, Al Pitrelli, Profisis, Holy Rippers, Tony Franklin, Blue Öyster Cult, Dark Age, Brain Smasher, Statick!, Tren Loco para el álbum Mátenlos a todos (tributo argentino a Metallica), Aynsley Dunbar para el álbum tributo al grupo Metallic Assault: A Tribute to Metallica, así como en muchos discos tributo más.

## Créditos
- James Hetfield: Voz y guitarra rítmica.
- Kirk Hammett: Guitarra líder.
- Cliff Burton: Bajo eléctrico.
- Lars Ulrich: Batería y percusión.

## En la cultura popular
La canción se escucha en la película Triple Frontier cuándo Pope (interpretado por Oscar Isaac) está en un Sikorsky UH-60 Black Hawk de la Policía Nacional de Colombia va hacia una redada. También en Zombieland cuándo Columbus (interpretado por Jesse Eisenberg) narra un mundo posapocalíptico donde un apocalipsis zombi ha estallado debido al contagio por una variación humana de la enfermedad de las vacas locas.